# Tagou (Fada N'Gourma)
Pour les articles homonymes, voir Tagou.
Tagou est une ville située dans le département de Fada N'Gourma de la province du Gourma dans la région de l'Est au Burkina Faso. Sa population est de 3471[Information douteuse] habitants.

## Géographie
Tagou est situé à 34 km au Sud de Fada N'Gourma, chef-lieu du département, de la province et capitale de la région et à 9 km au Nord de Natiaboani ainsi qu'à 4 km au Sud de Nagaré. La commune est traversée par la route nationale 18 qui relie toutes ces villes.

## Santé et éducation
Le centre de soins le plus proche de Tagou est le centre de santé et de promotion sociale (CSPS) de Nagaré.